# Yılmaz Erdoğan

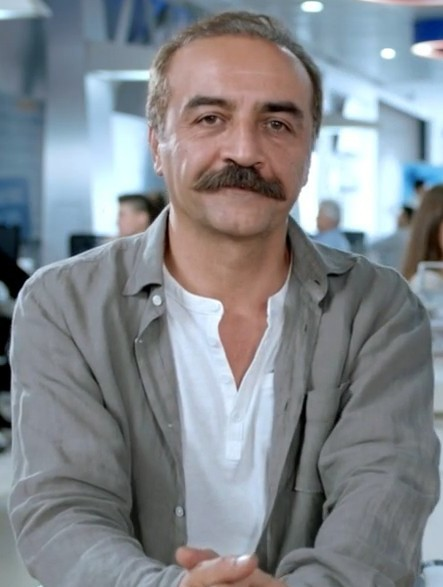
Yılmaz Erdoğan (2014)

Yılmaz Erdoğan (* 4. November 1967 in Hakkâri) ist ein türkischer Schauspieler.

## Leben

### Künstlerisches Schaffen
Geboren in Hakkâri, wuchs Yılmaz Erdoğan in Ankara auf. Nach der Schule begann er ein Studium des Bauwesens an der İstanbul Teknik Üniversitesi, das er abbrach, um zum Theater zu gehen. Seine erste bedeutende Rolle spielte er unter Ferhan Şensoy im Nöbetçi Tiyatrosu. Später schrieb er Sketche für die Satiresendung von Levent Kırca, Olacak O Kadar. Seine erste Fernsehserie drehte er bei dem türkischen Staatssender TRT.
Das erste Theaterstück Gereği Düşünüldü war so erfolgreich, dass kurz darauf Auftritte in beliebten Stücken wie Haşlama Taşlama und Kadınlık Bizde Kalsın folgten. Später gründete Erdoğan das Beşiktaş Kültür Merkezi. Dort schrieb und spielte er seine bekannteste und erfolgreichste Theaterserie namens Bir Demet Tiyatro. Weitere Werke sind Otogargara und Cebimdeki Kelimeler.
Vizontele war sein erster Filmerfolg als Regisseur und Schauspieler. Humorvoll werden darin die Verhältnisse eines abgelegenen Ortes in der Provinz Van dargestellt. Der Film spielt in den 70er Jahren und spricht unterschiedliche Themen der damaligen Türkei an: die Lebensbedingungen der dörflichen Gemeinde und die Einführung des Fernsehens, womit der Untergang des türkischen Kinos verbunden war.
Sein Film Krumme Dinger am Bosporus (Organize İşler), der 2005 in der Türkei und in Europa erfolgreich ins Kino kam, handelt davon, wie organisierte Verbrecher und Kleinkriminelle das Leben unbescholtener Bürger beeinflussen, im positiven wie auch im negativen Sinne. Yılmaz Erdoğan schreibt neben Theaterstücken und Filmmanuskripten auch Gedichte.

### Politisches Engagement
Im April 2013 wurde Yılmaz Erdoğan vom damaligen Ministerpräsidenten Recep Tayyip Erdoğan in eine „Rat der Weisen“ genannte Kommission berufen, die die damals angestrebte friedliche Beendigung des Konflikts mit der kurdischen PKK zivilgesellschaftlich begleiten sollte, letztlich aber recht wirkungslos blieb. 2019 stellte er sich gegen die Annullierung der Oberbürgermeisterwahl in Istanbul und unterstützte wie andere Prominente und Bürger Istanbuls den Oppositionellen und Gewinner der annullierten Wahl Ekrem İmamoğlu.

### Privates
Aus erster Ehe hat er eine Tochter. Er war bis 2018 mit der Schauspielerin Belcim Bilgin verheiratet und hat einen Sohn.
Yılmaz Erdoğans älterer Bruder Mustafa Erdoğan ist künstlerischer Leiter des Tanzprojektes Fire of Anatolia und war bis 2011 mit der türkischen Sängerin Gülben Ergen verheiratet.

## Werke

### TV-Serien
- Ölümsüz Aşk
- Bir Demet Tiyatro
- Otogargara
- Çok Güzel Hareketler Bunlar
- Çok Güzel Hareketler Bunlar 2
- İnci Taneleri

### Filme
- Vizontele (2001)
- Vizontele Tuuba (2003)
- Krumme Dinger am Bosporus (Organize İşler) (2005)
- Neşeli Hayat (2009)
- Once Upon a Time in Anatolia (Bir Zamanlar Anadolu’da) (2011)
- Rhino Season (2012)
- Kelebeğin rüyası (2013)
- Das Versprechen eines Lebens (2014)
- Ekşi Elmalar (2016)
- Organize işler 2: Sazan sarmalı (2019)

### Theater
- Bana bir şeyhler oluyor
- Cebimde kelimeler
- Sen hiç ateşböceği gördün mü?
- Otogargara
- Kadınlık bizde kalsın
- Kanuni Sultan Süleyman ve Rambo
- Haybeden gerçeküstü aşk

### Gedichtbände
- Hüzünbaz Sevişmeler 1993
- Kayıp Kentin Yakışıklısı, 1996
- Şimdi Sen Gidiyorsun Ya Herkes Sana Benzeyeçek, 2005

## Diskografie

### Alben
- 1998: Kayıp Kentin Yakışıklısı
- 2004: Şimdi Sen Gidiyorsun Ya Herkes Sana Benzeyecek

### Singles
- 2002: Birazdan Kudurur Deniz (mit Deniz Erdoğan)
- 2003: Sevmekten Gidince (mit Ebru Gündeş)
- 2004: Yeni Bir Sayfada Sana Bakmak
- 2009: Telli Turnam (mit Suzan Kardeş)
- 2011: Ben Yandım (Şiir)
- 2024: Yalnız (mit İsmail Tunçbilek)